# Ferdo Bušić
Ferdo Bušić  (Donji Vinjani, 14. listopada 1948. − 12. studenoga 2011.), bio je hrvatski proljećar, jedan od studentskih čelnika, te političar na razini lokalne samouprave u samostalnoj Hrvatskoj.

## Životopis
Rodio se u Donjim Vinjanima. U djetinjstvu i mladosti prošao je put od rodnih Donjih Vinjana i Imotskog do Zagreba, kao brojni radnički i seljački sinovi koji su se školovali šezdesetih i sedamdesetih godina nastojeći postići naobrazbu i vrijedno raditi u struci koja ih je privlačila.
Poslije osnovne škole i gimnazije u Imotskom upisao se na Filozofski fakultet u Zagrebu.
Bio je sudionik burnih studentskih gibanja i hrvatskog proljeća. Na skupštini Saveza studenata Zagreba 4. travnja 1971. izabrano je novo studentsko vodstvo na čelu s Draženom Budišom. Za tajnika je bio izabran Ferdo Bušić. Taj je događaj odjeknuo širom Hrvatske i Jugoslavije. Studentsko gibanje i organizirano političko djelovanje proželo je cijelu Hrvatsku. Održavali su se vrlo sadržajni studentski zborovi i skupštine u Rijeci, Splitu, Osijeku, Zadru, Dubrovniku... Cijelo proljeće 1971. trajao je buran studentski politički život. Bušić i drugovi nastojali su u Savez studenata unijeti sve što su znali i da bi mogli politički artikulirati ono što se na Sveučilištu već godinama govorilo, osjećalo i stvaralo. Studentske sobe Bušiću i drugovima bile su pune raznovrsnih knjiga i časopisa. Do kasno u noć raspravljalo se što i kako treba raditi, što je potrebno naučiti i kamo treba putovati. Na sjednicama Predsjedništva te su rasprave bile sustavne, uokvirene dnevnim redom i oblikovane događajima koji su se strelovito odvijali na hrvatskoj i jugoslavenskoj političkoj pozornici. Trebalo je pisati priopćenja, odgovarati na neočekivana, a i provokativna pitanja s raznih strana, susretati se s novinarima, odlaziti na skupštine, zborove i konferencije, putovati u Ljubljanu, Novi Sad, Beograd, Sarajevo. 
U to su vrijeme novi, burni politički događaji još više pokrenuli sve studente, sve do poznatoga studentskog štrajka te nasilnih političkih i policijskih udara, uhićenja i suđenja u atmosferi očekivanja strašnih višegodišnjih kazni i teške robije.
Optuženi su bili Dražen Budiša, Ivan Zvonimir Čičak, Ante Paradžik i Goran Dodig. U drugoj skupini optuženih zagrebačkih studenata bili su Stjepan Sučić, Veljko Božikov, Ferdo Bušić, Krešimir Martinec, Davorin Pamić, Rene Hollos i Krešimir Ganza. Optuženi su po članku 100. Krivičnog zakonika kao kontrarevolucionari koji napadaju državno i društveno uređenje. Ferdo Bušić osuđen je na dvije godine strogog zatvora i zabrane javnog djelovanja. Suđenja članovima studentskih rukovodstava, prvacima Matice hrvatske i mnogim drugim protagonistima Hrvatskog proljeća revno su pratile sve dnevne i tjedne novine. Objavljivani su bezbrojni izvještaji i komentari prepuni strasti i mržnje. Činjenice su bile izokretane i obvezatno su im dodavane razne poluistine i laži. 
Suđeno mu je 1972., a poslan je na izdržavanje kazne u Staroj Gradiški. Ondje su se i Ferdo Bušić i Dražen Budiša i Vjekoslav Čule i Mijo Jukić i Stjepan Sučić našli s Vladom Gotovcem, Zlatkom Tomičićem, Matom Marčinkom, Stjepanom Sulimancem, Brunom Bušićem, Brunom Tandarom, Borisom Vidovom, Rafom Božićem i mnogim, mnogim drugima.
Posjete su bile ograničene. Njemu i drugovima dolazili su odvjetnici, a Bušića je posjećivao je dr. Lav Znidarčić, koji je i sam iskusio komunističke sudove i zatvore. 
Izdržao je kaznu. Uspio je završiti je fakultet i uz mnoge teškoće uspijevao raditi u struci. Živo i zauzeto sudjelovao je u političkom životu devedesetih godina angažirajući se u HSLS-u i dajući svoj prinos hrvatskoj slobodi. Bio je više godina vijećnik Zagrebačke skupštine i pročelnik Odjela za obrazovanje.